# الفن في القرون الوسطى

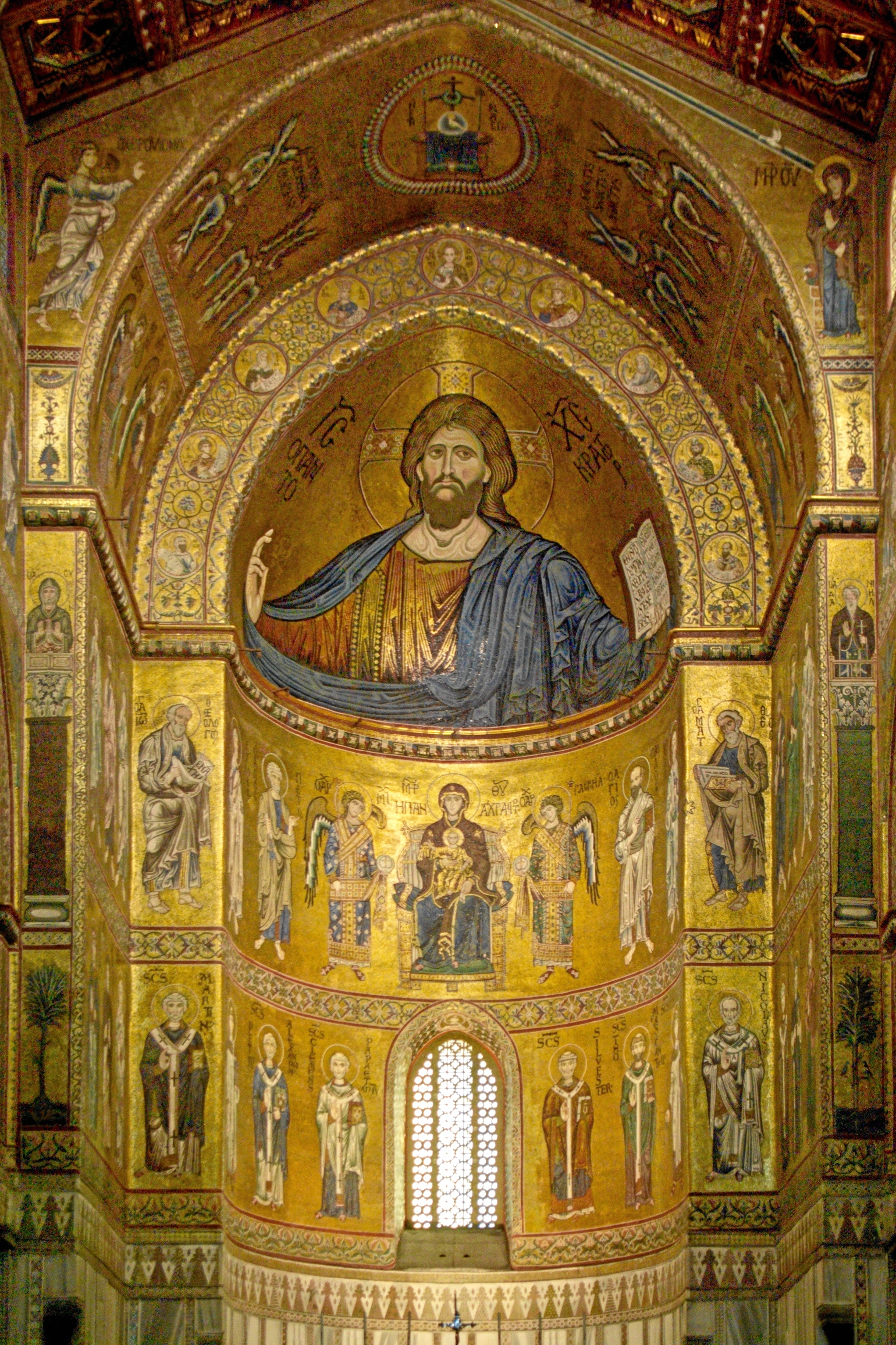
الفسيفساء في الكنائس البيزنطية الضخمة، هي واحدة من الانجازات العظيمة للفن في القرون الوسطى. وهذه هي من مونريال في صقلية من أواخر القرن الثاني عشر.

يغطي فن القرون الوسطى في العالم الغربي نطاقاً واسعاً من الزمان والمكان لأكثر من 1000 سنة من الفن في أوروبا وأحيانا الشرق الأوسط وشمال أفريقيا حيث أنه يشمل حركات وفترات الفن الرئيسية، والفن الوطني والإقليمي، وأنواع الأدب، والإحياء والتجديد، والحرف الفنية والفنانين أنفسهم.
حاول مؤرخو الفن تصنيف فن القرون الوسطى على فترات وأنماط رئيسية حيث واجهوا بعض الصعوبة. يشمل التصنيف المقبول في العموم على المراحل الأخيرة من الفن المسيحي وفن فترة الهجرة والفن البيزنطي والفن الجزيري والفن ما قبل الرومانسي والفن الرومانسي والفن القوطي وكذلك فترات أخرى كثيرة ضمن هذه الأنماط الرئيسية. وبالإضافة إلى ذلك كان لكل منطقة، غالبا خلال فترة تحولها لتصبح أمة أو ثقافة أسلوب فني متميز خاصة بها مثل فن الأنجلو سكسونية أو فن الإسكندنافية.
قدم فن العصور الوسطى الكثير من أشكال الفن حيث تشمل الأعمال الكثيرة المحفوظة مثل المنحوتات والمخطوطات المزخرفة والزجاج الملون والأشغال المعدنية والفسيفساء التي كان معدل بقاءها على وجه الحياة أعلى من الوسائل الأخرى مثل رسم اللوحات الجدارية والعمل على المعادن أو المنسوجات الثمينة بما في ذلك زخرفة الأنسجة خصوصا في الجزء الأول من الفترة، العمل في ما يسمى ب «الفنون الدقيقة» أو الفنون الزخرفية مثل أشغال القطع المعدنية ونحت العاج والتطريز والزخرفة باستخدام المعادن الثمينة كانت أكثر قيمة من اللوحات أو المنحوتات الضخمة.
نمى فن القرون الوسطى في أوروبا بتأثير التراث الفني للإمبراطورية الرومانية والتقاليد التصويرية للكنيسة المسيحية الأولى. ولقد تم خلط هذه المصادر مع الثقافة الفنية «البربرية» لشمال أوروبا لإنتاج إرث فني رائع، في الحقيقة يمكن اعتبار تاريخ الفن في القرون الوسطى كتاريخ التفاعل بين العناصر الكلاسيكية لفن المسيحيين الأوائل و «البربر». وبصرف النظر عن الجوانب الشكلية الكلاسيكية كان هناك تقاليد مستمرة عن الصورة الواقعية للأشياء التي نجت في الفن البيزنطي خلال الفترة بينما يظهر هذا في الغرب بشكل متقطع، الدمج والتنافس أحيانا مع الإمكانيات التعبيرية الجديدة التي تم تطويرها في أوروبا الغربية والتراث الشمالية للعناصر الزخرفية الحيوية. انتهت الفترة بانتعاش نهضة الإدراك الذاتي لمهارات وقيم الفن الكلاسيكي حيث تم الاستخفاف بالإرث الفني للعصور الوسطى لبضعة قرون. منذ إحياء الاهتمام والتفاهم في القرن التاسع عشر ظهر عصر الإنجازات الهائلة الذي كان السبب وراء تطور الفن الغربي اللاحق.

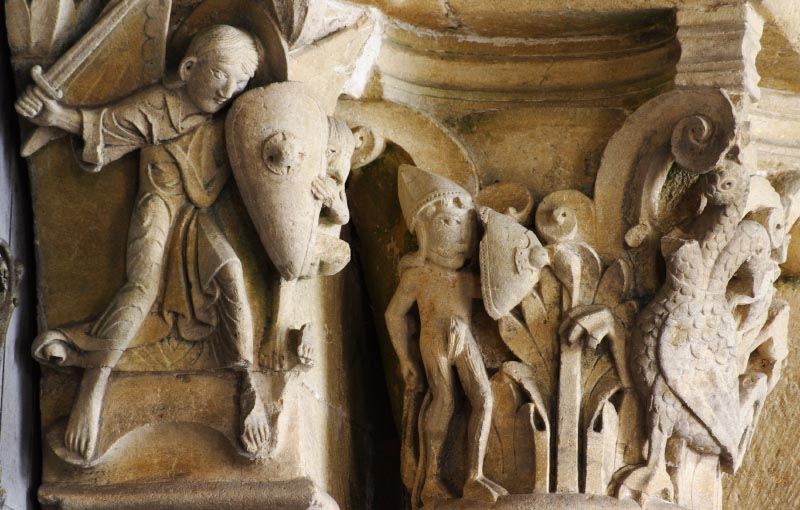
النحت الروماني

## نظرة عامة

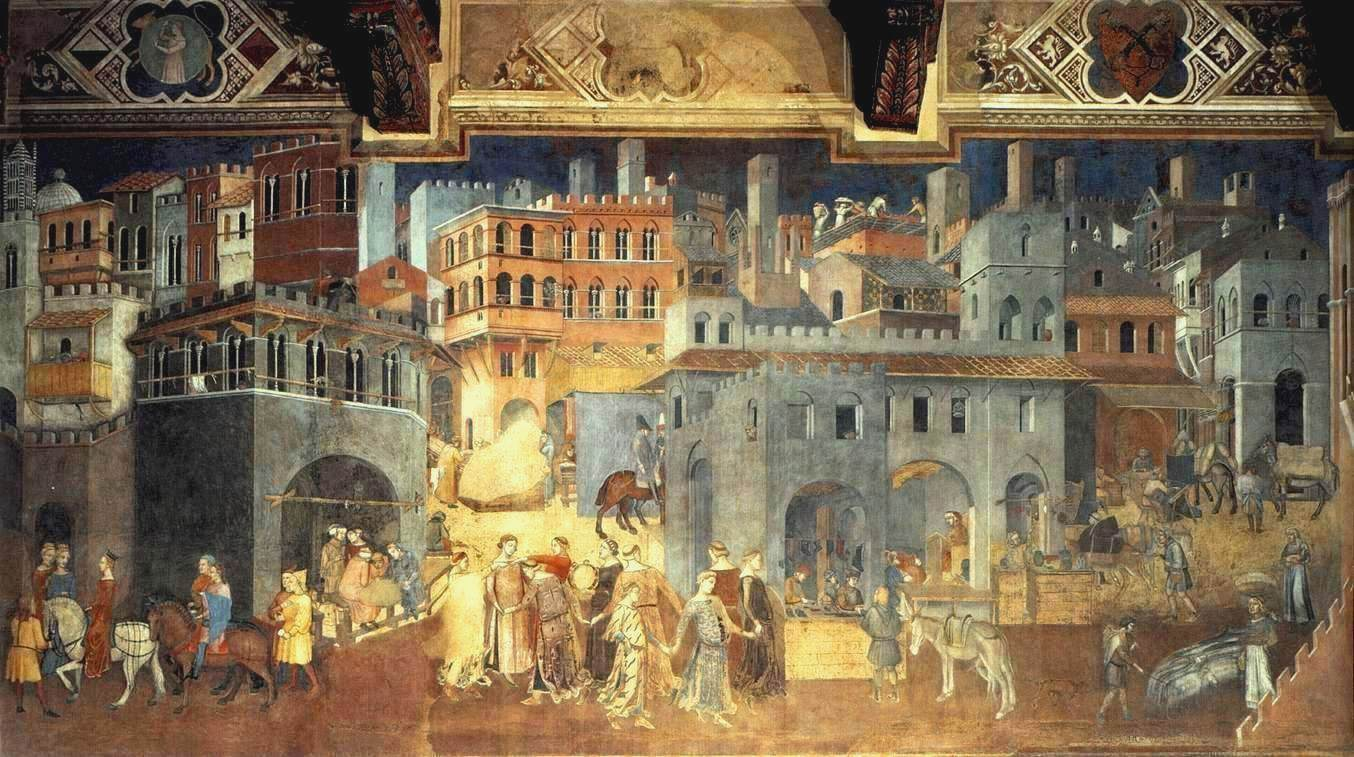
لوحة تعبر عن التفاصيل من آثار الحكومة الجيدة ، لوحة جدارية في قاعة مدينة سيينا من امبروجيو ورنزيتي عام 1338

شهدت العصور الوسطى انخفاضاً في الرخاء والاستقرار والسكان في القرون الأولى إلى عام 800م تقريبا، ومن ثم ارتفعت بشكل منتظم إلى حد ما حتى النكسة الكبرى للموت الأسود عام 1350م تقريبا، الذي قتل ما لا يقل عن ثلث مجموع السكان في أوروبا، مع ارتفاع المعدلات بشكل عام جنوباً وانخفاضها شمالاً. لم يكن باستطاعة الكثير من المناطق استعادة معدلها السكاني السابق حتى حلول القرن السابع عشر. يقدر عدد سكان أوروبا والذي وصل إلى أدنى مستوياته بحوالي 18 مليون نسمة في عام 650م، وتضاعف بحلول عام1000م، ووصل إلى أكثر من 70 مليون نسمة عام 1340م قبل النكسة الكبرى للموت الأسود وظل عدد السكان 50 مليون نسمة في عام 1450م. استنادا لهذه الأرقام يتضح أن شمال أوروبا وخاصة بريطانيا أسهمت بنسبة أقل مما هو عليه اليوم أما جنوب أوروبا بما في ذلك فرنسا فقد أسهم بالنسبة الأعلى. كانت زيادة النمو للذين نجوا أقل تأثرا بالنكسة الكبرى للموت الأسود. وكانت معظم أوروبا حتى القرن الحادي عشر تعاني من نقص العمالة الزراعية، مع مساحات كبيرة من الأراضي الغير مستغلة وكان لحقبة العصور الوسطى الدافئة الأثر في إفادة الزراعة حتى عام 1315م.
وشهدت فترة العصور الوسطى في نهاية المطاف بعدا عن الغزوات والغارات من خارج المنطقة التي اتسمت فيها الألفية في سنواتها الأولى. أزالت الفتوحات الإسلامية فجأة وبشكل دائم في القرن السادس والسابع كل شمال أفريقيا من العالم الغربي والذي استغرق وقتا تدريجيا على مدى الإمبراطورية البيزنطية، وحتى نهاية العصور الوسطى عندما استعادت الكاثوليكية الأوروبية، شبه الجزيرة الايبيرية في جنوب غرب البلاد، ومرة أخرى تحت تهديد المسلمين من الجنوب الشرقي.
في بداية فترة العصور الوسطى كانت أهم الأعمال الفنية نادرة ومكلفة وكانت مرتبطة بالنخبة العلمانية وأديرة الراهبات (أو الكنائس الكبرى) والتي أنتجت أنتجها الرهبان. بحلول نهاية العصور الوسطى كانت الأعمال الفنية الكبيرة موجودة في القرى الصغيرة وأعداد كبيرة من المنازل البرجوازية في المدن، وكانت تنتج في العديد من الأماكن الصناعة المحلية الهامة، مع فنانين من الأكليروس. ولكن كانت قاعدة القديس بنديكت تسمح ببيع الأعمال الفنية من قبل الأديرة، ومن الواضح أن الفن أنتج طوال فترة الرهبان.

## معرض صور

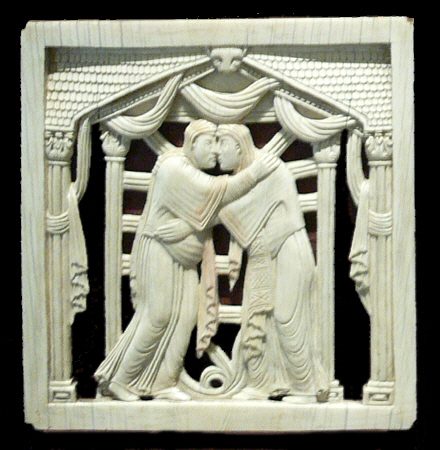
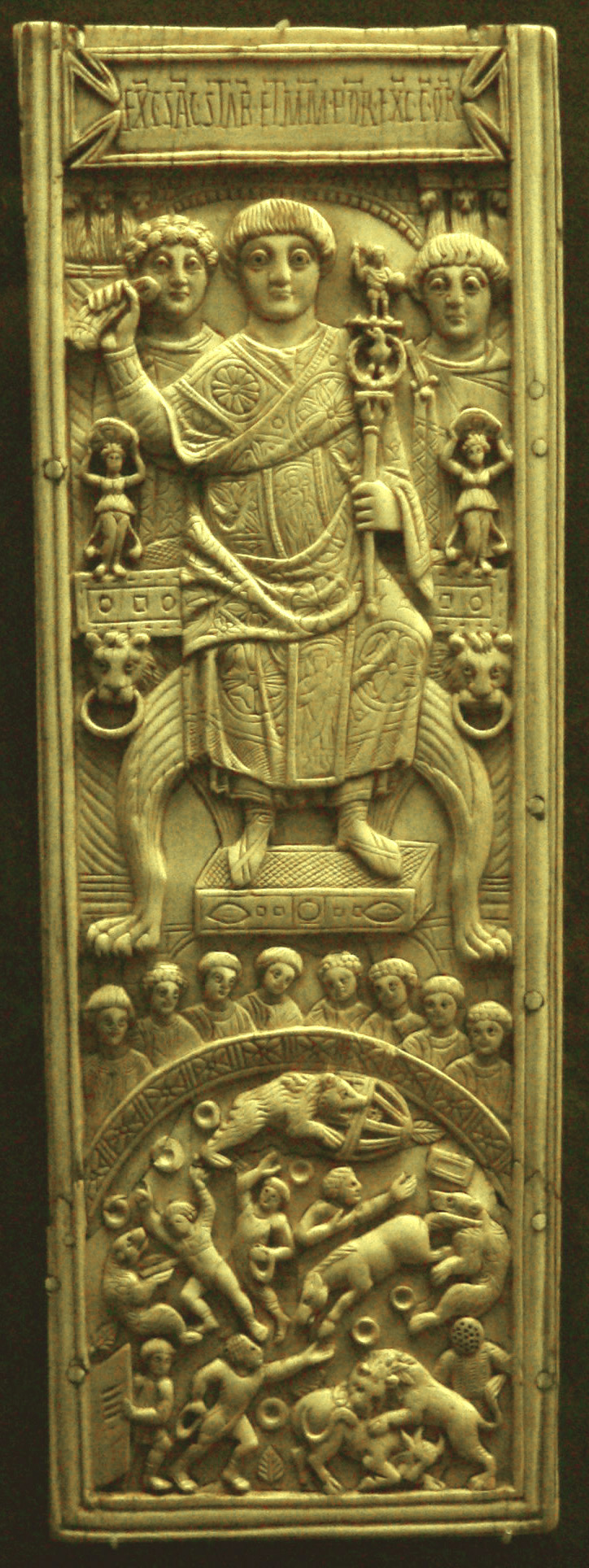
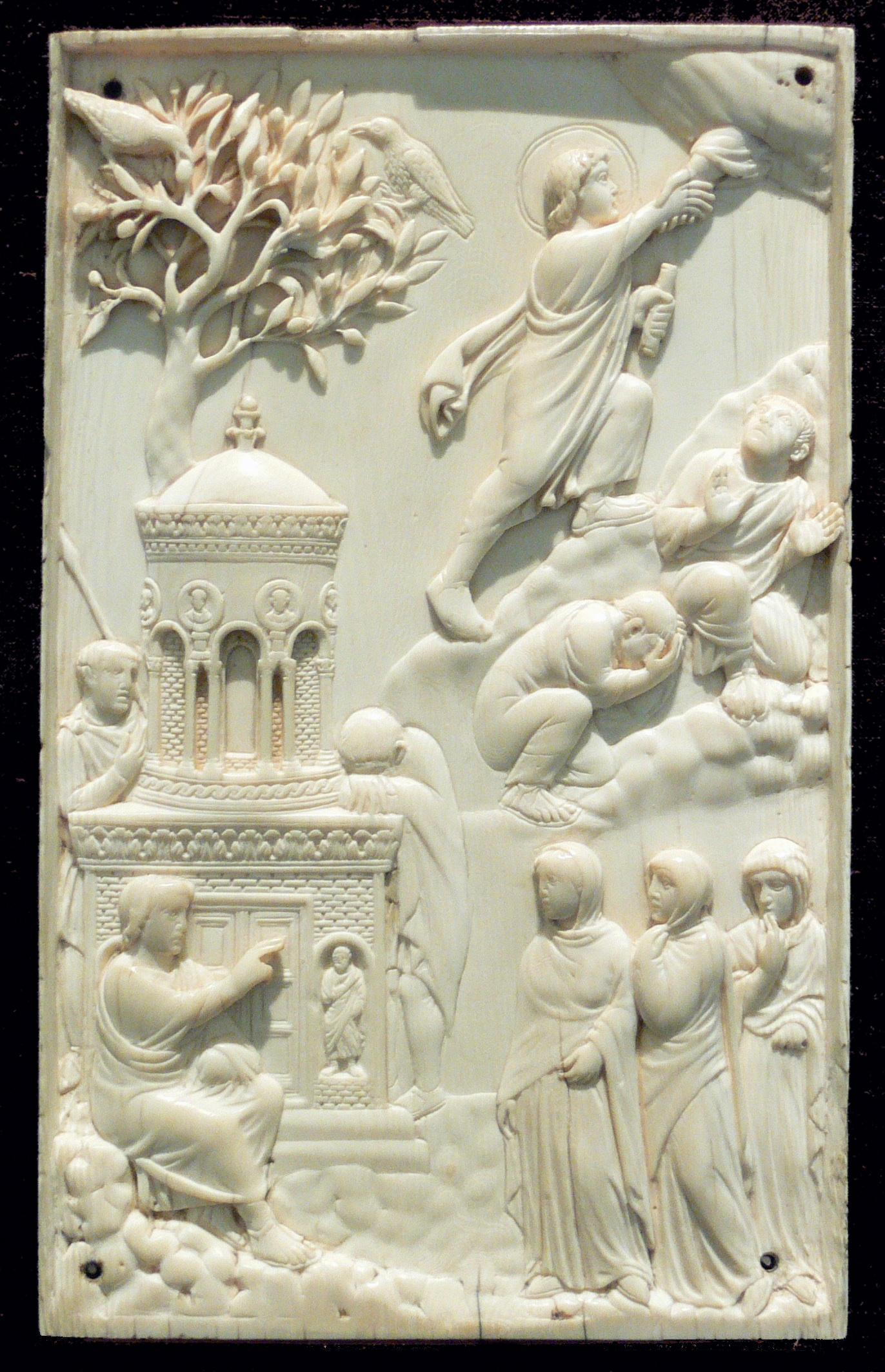
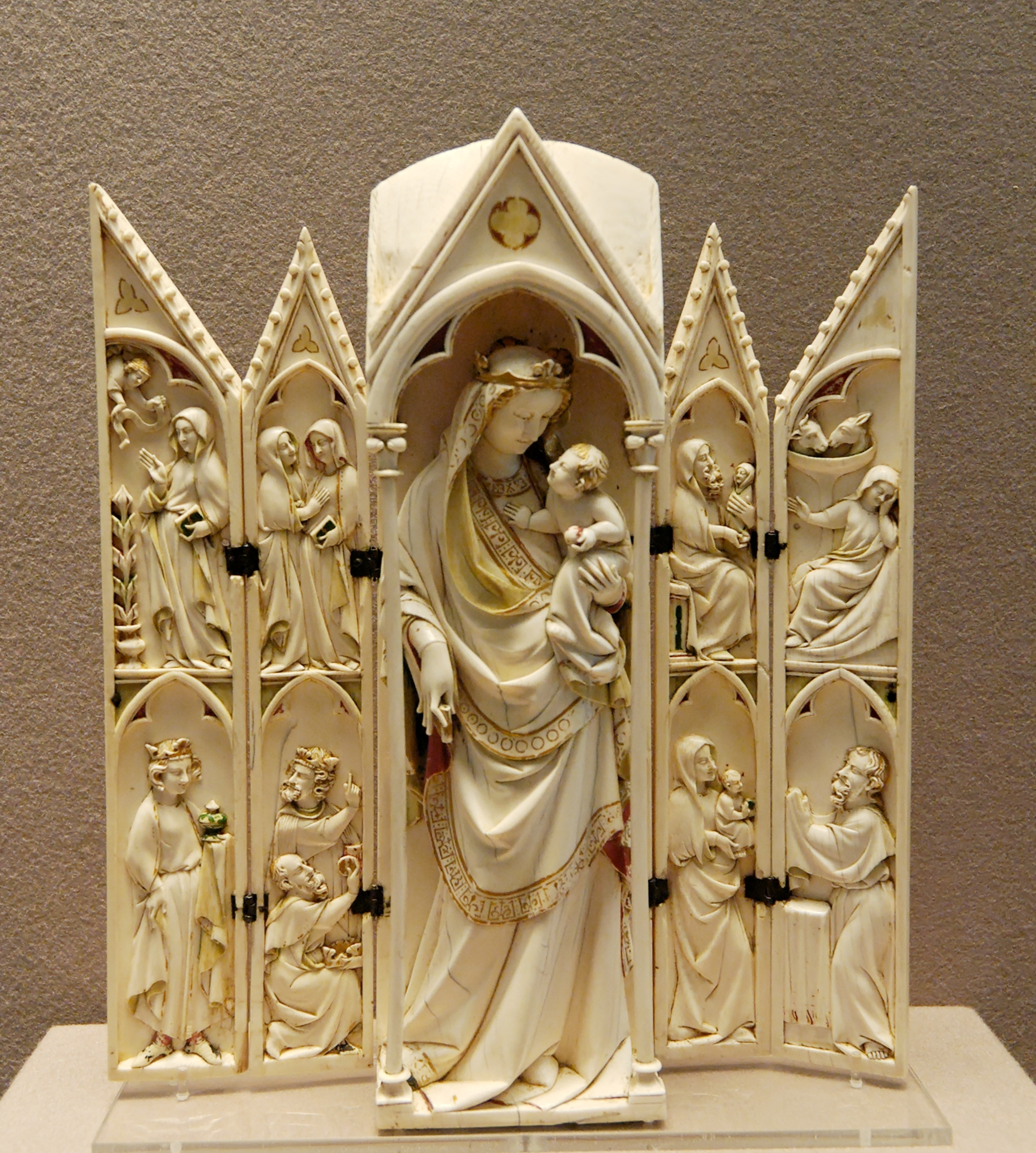

## قراءة معمقة
Atroshenko, V. I.; Collins, Judith (1985), The Origins of the Romanesque, London: Lund Humphries, ISBN 0-85331-487-X